# Os vesalianum pedis
Het os vesalianum pedis is de benaming voor een accessoir voetwortelbeentje dat soms als extra ossificatiepunt ontstaat gedurende de embryonale ontwikkeling. Bij de mensen bij wie het botje voorkomt, is het gelegen aan de dorsale zijde van de basis van het vijfde middenvoetsbeentje. Het botje is, net als het os vesalianum manus, vernoemd naar Andreas Vesalius, die het botje in zijn Fabrica uit 1543 zou hebben weergegeven. Er wordt echter ook beweerd dat het botje dat Vesalius getekend heeft, een os sesamoideum peronaeum zou zijn. Soms is het os vesalianum vergroeid met het vijfde middenvoetsbeentje.
Het botje wordt gezien in ongeveer 0,1% van de individuen. De prevalentie in een andere studie was vergelijkbaar, 0,18%.
Op röntgenfoto's wordt een os vesalianum pedis soms onterecht aangemerkt als afwijkend, losliggend botdeel of als fractuur. Vanwege zijn ligging wordt het makkelijk verward met de proximale epifyse van dit os metatarsii. De fractuur waarmee het vaak verward wordt, is de jonesfractuur, een fractuur van de basis van het vijfde middenvoetsbeentje.

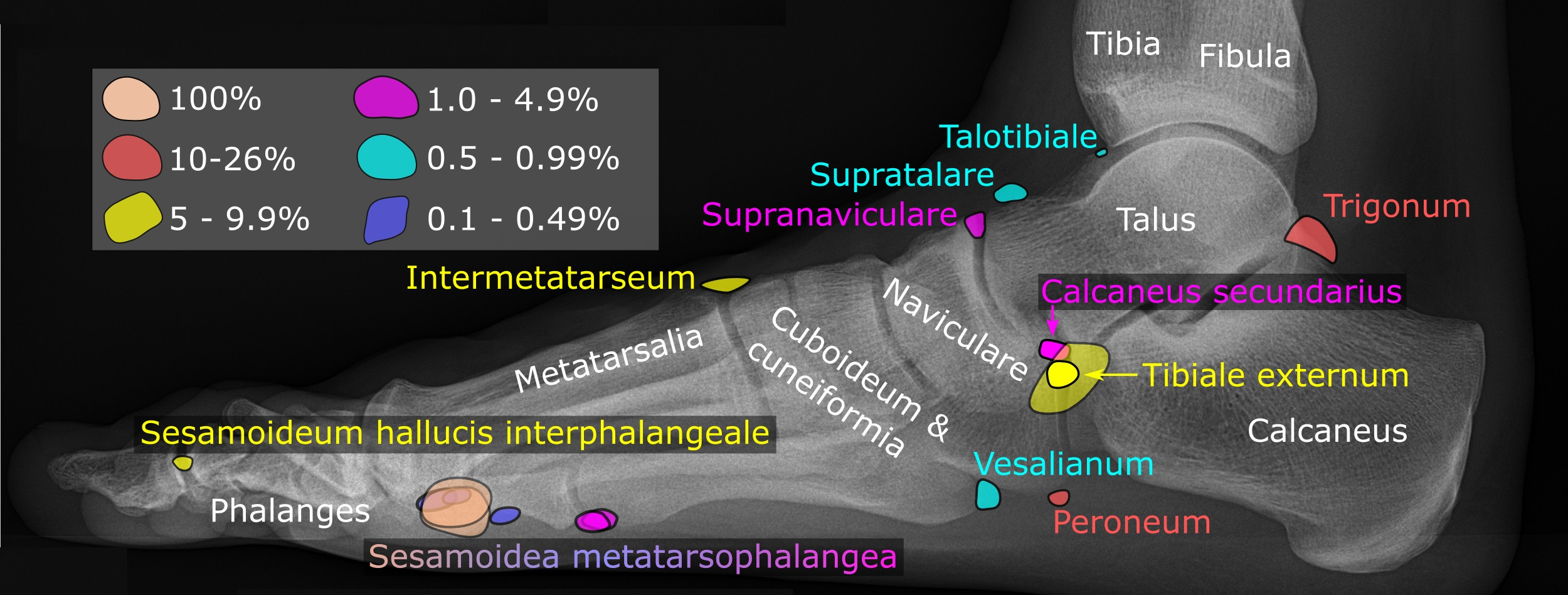
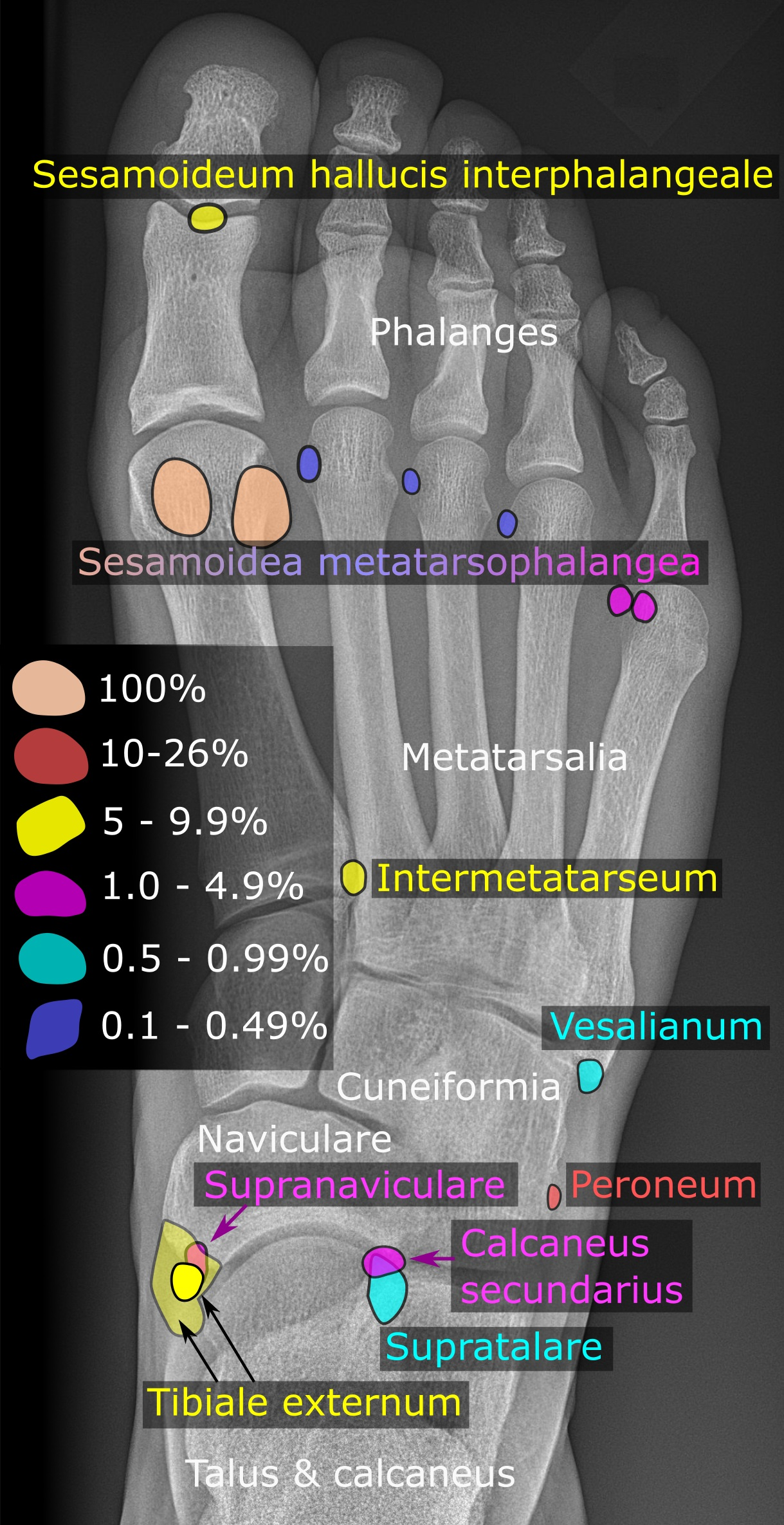